# Liste der Aufstände in den deutschen Kolonien

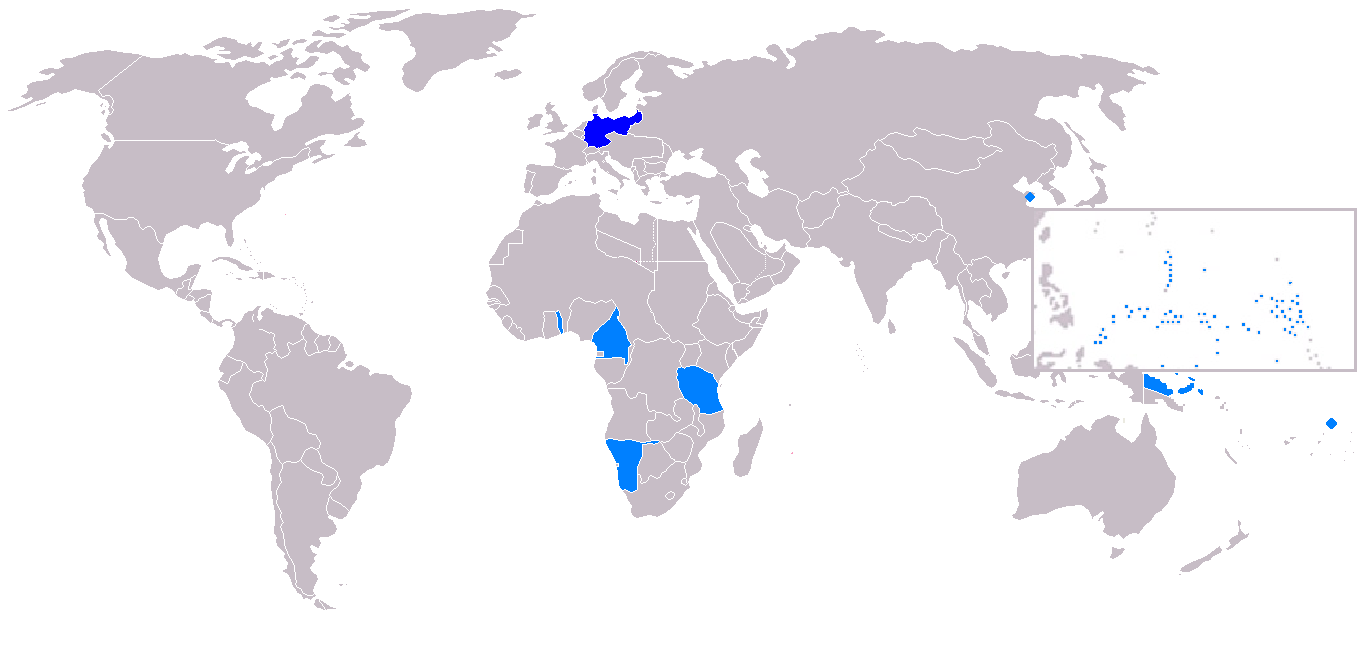
Deutschland und sein Kolonialreich 1914:
Deutsches Kaiserreich
Deutsche Kolonien

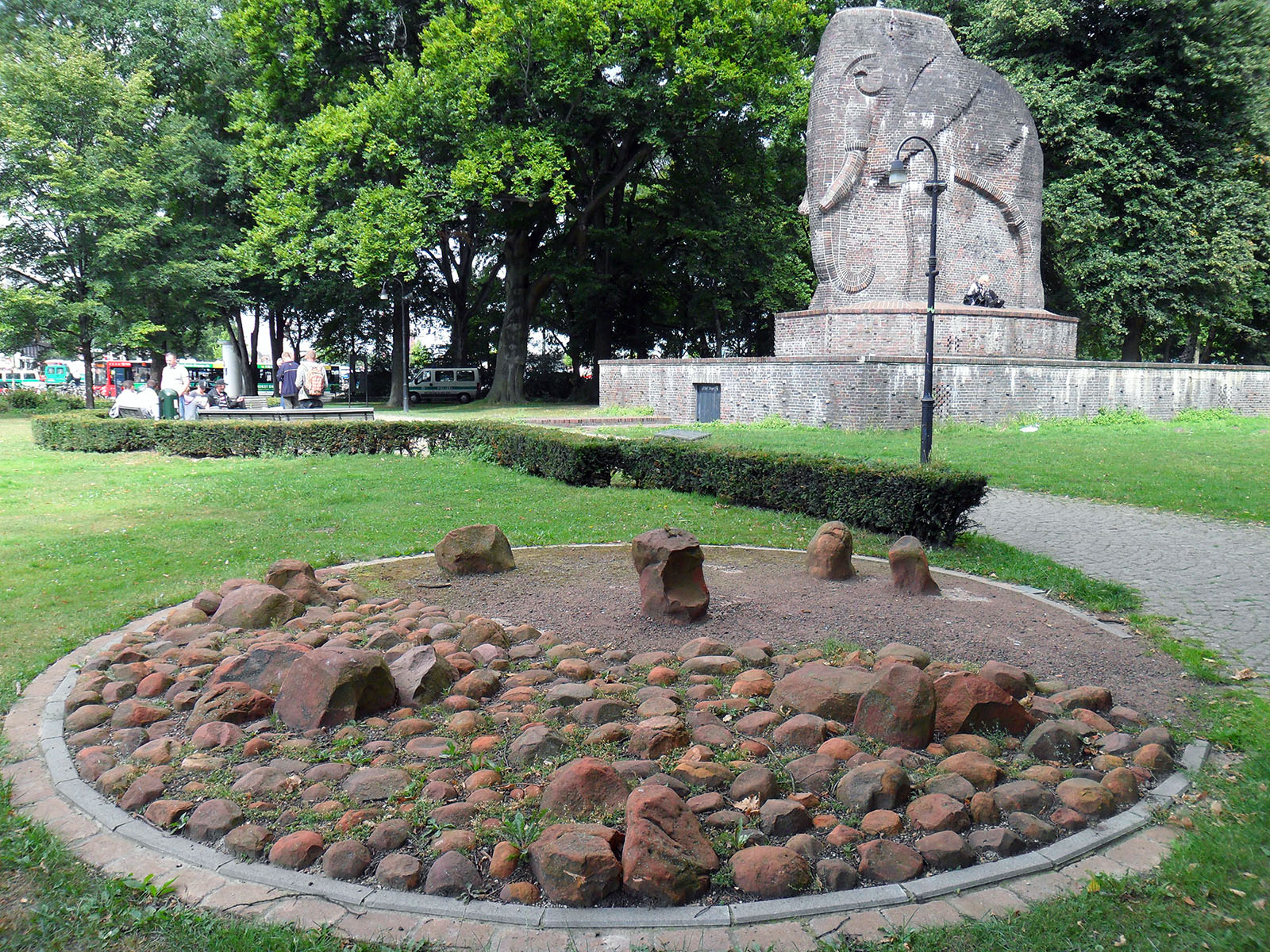
Gedenkstätte für die Opfer der Herero und Nama am Bremer Antikolonialdenkmal

Die Liste der Aufstände in den deutschen Kolonien enthält Erhebungen und Kolonialkriege gegen die deutsche Kolonialherrschaft oder ihre lokalen Repräsentanten in den überseeischen Besitzungen des Deutschen Kaiserreichs von 1884 bis 1915.

## Aufstände
Die Tabellen enthalten den Namen des Aufstands oder der Aufständischen, die damalige Gebietsbezeichnung, den Zeitraum sowie zentrale Auseinandersetzungen – sie erheben keinen Anspruch auf Vollständigkeit:

### Deutsch-Ostafrika
In Deutsch-Ostafrika gab es vier große Gefechte/Schlachten/Aufstände.
| Aufstand           | Zeitraum  | Kämpfe (Auswahl)     |
| ------------------ | --------- | -------------------- |
| Araber-Aufstand    | 1888–1890 |                      |
| Chagga-Aufstand    | 1891–1892 |                      |
| Hehe-Aufstand      | 1891–1894 | Gefecht bei Rugaro   |
| Nyamwezi-Aufstand  | 1892–1893 |                      |
| Maji-Maji-Aufstand | 1905–1907 | Schlacht bei Mahenge |

### Deutsch-Südwestafrika
Die meisten Schlachten der deutschen Besatzungstruppen in Schutzgebieten fanden in Deutsch-Südwestafrika statt.
| Aufstand                                 | Zeitraum                  | Kämpfe (Auswahl)                           |
| ---------------------------------------- | ------------------------- | ------------------------------------------ |
| Aufstände im Damaraland                  | 1888                      |                                            |
| Aufstand der Witbooi-Nama                | 1890–1894                 | Auslöser war der Überfall auf Hornkranz    |
| Schlacht im Naukluftgebirge              | 1894                      | Gams, Gurus, Tsauchabtal, Uhunis           |
| Aufstand der Swartbooi und Topnaar       | 1891, 1897/98             |                                            |
| Aufstand der Khauas-Nama                 | 1894 und 1895, 1896       |                                            |
| Aufstand der Bondelswart                 | 1895, 1898, 1903, 1908/09 | Große Karasberge, Warmbad                  |
| Aufstand der Fransman-Nama               | 1895                      |                                            |
| Aufstand der Ovambanderu                 | 1896, 1899                |                                            |
| Aufstand der Orlam                       | 1897                      |                                            |
| Aufstand der Bethanien-Nama              | 1898                      |                                            |
| Kriegsdrohung von Uukwambi-König Negumbo | 1900, 1901                |                                            |
| Aufstand der Grootfontein Süd-Baster     | 1901                      |                                            |
| Aufstand der Kavango                     | 1903                      |                                            |
| Aufstand der Nama in Maltahöhe           | 1903                      |                                            |
| Gefechte von Hartebeestmund              | 1903/1905                 |                                            |
| Herero-Aufstand                          | 1904–1906                 | Schlacht am Waterberg                      |
| Nama-Aufstand                            | 1904–1909                 | Gefecht bei Kub                            |
| Aufstand der Ondonga                     | 1904–1909                 | Schlacht von Amutuni                       |
| Aufstand der Kap-Nguni                   | 1910                      |                                            |
| Rehobother Baster-Aufstand               | 1915                      | Garis, Hatsamas, Kobus, Neuras, Sam-Khubis |

### Deutsche Kolonie Kamerun
Auch in Kamerun gab es einige kriegerische Auseinandersetzungen zur deutschen Kolonialzeit.
| Aufstand         | Zeitraum  | Kämpfe (Auswahl)          |
| ---------------- | --------- | ------------------------- |
| Duala-Krieg      | 1884–1885 |                           |
| Bafut-Kriege     | 1891–1907 | Schlacht von Mankon       |
| Dahomey-Aufstand | 1893      |                           |
| Jaunde-Aufstand  | 1895–1896 |                           |
| Bule-Aufstand    | 1899      |                           |
| Bangwa-Aufstand  | 1899–1901 |                           |
| Fulbe-Krieg      | 1899–1902 | Gefecht von Miskin-Maroua |
| Anyang-Aufstand  | 1904      |                           |
| Makaa-Aufstand   | 1906–1910 |                           |

### Deutsche Kolonie Togo
Im offiziellen Gefechtskalender der Polizeitruppe in Togo sind 18 militärische Auseinandersetzungen aufgelistet. Die letzte ist allerdings im Jahr 1899 angegeben, 15 Jahre vor dem Ende der deutschen Kolonialherrschaft. Dies lässt auf eine starke Unvollständigkeit der Liste schließen.
| militärische Auseinandersetzung  | Zeitraum                         | Kämpfe                                                        |
| -------------------------------- | -------------------------------- | ------------------------------------------------------------- |
| Atigbe                           | 1888                             |                                                               |
| Akébou                           | 1889                             |                                                               |
| Dokbodewe                        | 18. Apr. 1891 – 22.4.1891        |                                                               |
| Tové                             | 11. März – 3. Apr. 1895          |                                                               |
| Nkabi                            | Mai 1895                         |                                                               |
| Sugu                             | 6. Jan. – 14. März 1896          |                                                               |
| Salaga                           | 24. Mai 1896                     |                                                               |
| Pui                              | 3.-5. Sep. 1896                  |                                                               |
| Krieg gegen Dagbon               | 29. Sep. – 11. Dez. 1896         | Gefechte bei Bimbila, Schlacht bei Adibo, Besetzung von Yendi |
| Shiare                           | Okt. 1896                        |                                                               |
| Sugu                             | 15. Nov. 1896 – Mitte April 1897 |                                                               |
| Bassar                           | 6. Apr. und Mai 1897             |                                                               |
| Konkomba, Kabure(Kabiyè)         | 8. Aug. 1897 – 2. Jan. 1898      |                                                               |
| Gurma                            | Mai 1897                         |                                                               |
| Mangu                            | Mai 1897                         |                                                               |
| Bapure                           | 23.6. – 19.7.1897                |                                                               |
| Djebiga                          | Aug. 1897                        |                                                               |
| Matjakuale                       | Sept. 1897                       |                                                               |
| Bafilo                           | 23. – 26. Sep. 1897              |                                                               |
| Kambole                          | 10. – 14. Nov. 1897              |                                                               |
| Mangu, Tschopowa (Saboba), Kutja | Nov. und Dez. 1897               |                                                               |
| Konkomba                         | 26. Nov. – 1. Dez. 1897          |                                                               |
| Kutja                            | Dez. 1898 – Jan. 1899            |                                                               |
| Kabiyè                           | 21. Jan. – 4. Feb. 1898          | Pesside, Adjare-Lamba, Bufale, Lama                           |
| Namba                            | Jan. und Feb. 1898               |                                                               |
| Kutja                            | Feb 1898                         |                                                               |
| Moba                             | März 1898                        | Bologu, Pana, Nabahu                                          |
| Konkomba                         | 2. – 11. März 1898               |                                                               |
| Kabiyè                           | 15. – 23. Mai 1898               |                                                               |
| Akposso                          | Juni 1898                        | Agomme, Kotupka                                               |
| Tschaperre                       | Jun. – Jul. 1898                 |                                                               |
| Kabiyè/Soumdina                  | 27. Sept. – 4. Okt. 1898         | Lasa-Ebene, Kalanba-bu                                        |
| Barba                            | Dez. 1898                        |                                                               |
| Nord-Kabiyè                      | Feb. und März 1899               |                                                               |
| Nabahu                           | März 1899                        |                                                               |
| Tschawade                        | 1. – 2. April 1899               |                                                               |
| Lamba                            | April 1899                       |                                                               |
| Moba                             | 6. – 30. Mai 1899                |                                                               |
| Moba                             | Mai 1899                         | Nadegri, Nabahu                                               |
| Kabiyè                           | 16. Jun. – 25. Aug. 1899         |                                                               |
| Sanyago                          | 1899                             |                                                               |
| Kabiyè-Lama                      | 13. – 18. Sept. 1899             |                                                               |
| West-Bassar                      | 12. – 29. Okt. 1899              |                                                               |
| Konkomba                         | 11. – 26. Dez. 1899              |                                                               |
| Motiva                           | Dez. 1899                        |                                                               |
| Akepe                            | Jan. 1900                        |                                                               |
| Zweiter Krieg gegen Dagbon       | 5. – 8. April 1900               |                                                               |
| Konkomba                         | 19. April – 15. Mai 1900         |                                                               |
| Moba- und Katyabaland            | Feb. und 23. – 26. Mai 1900      |                                                               |
| West-Bassar                      | 14. – 18. Apr. 1900              |                                                               |
| Kabiyé-Lama                      | 10. – 20. Mai 1900               |                                                               |
| Tchore-Pesside                   | Juni 1900                        |                                                               |
| Anfoe                            | 1900                             |                                                               |
| Ho                               | Aug. 1900                        |                                                               |
| Konkomba                         | 11. Dez. 1900 – 6. Jan. 1901     |                                                               |
| Nord-Lama                        | 6. – 10. Feb. 1900               |                                                               |
| Agotime                          | Mai 1901                         |                                                               |
| Alibi                            | 4. – 6. März 1901                |                                                               |
| Ssiu                             | 20. – 30. März 1901              |                                                               |
| Kutau                            | 10. Juni 1901                    |                                                               |
| Kutau – Batammaribe              | 2. März – 3. April 1902          |                                                               |

### Sonstige Kolonien
Vereinzelt kam es auch in anderen deutschen Kolonien zu gewaltsamen Aufständen einheimischer Gruppierungen gegen die deutschen Truppen und Kolonialverwaltungen.
| Aufstand        | Kolonie               | Zeitraum  | Kämpfe (Auswahl) |
| --------------- | --------------------- | --------- | ---------------- |
| Sokehs-Aufstand | Deutsch-Neuguinea     | 1910–1911 |                  |
| Mau-Aufstand    | Deutsch-Samoa         | 1908–1909 |                  |
| Boxer-Aufstand  | Kiautschou und Umland | 1900–1901 |                  |